# Laksar
Laksar es un pueblo y  nagar Panchayat situada en el distrito de Haridwar,  en el estado de Uttarakhand (India). Su población es de 21760 habitantes (2011). 

## Demografía
Según el censo de 2011 la población de Laksar era de 21760 habitantes, de los cuales 11737 eran hombres y 10023 eran mujeres. Laksar tiene una tasa media de alfabetización del 84,08%, inferior a la media estatal del 78,82%: la alfabetización masculina es del 90,44%, y la alfabetización femenina del 76,67%.